# Каликратида
Каликратида (грч. Καλλικρατίδας; умро 406. п. н. е.) је био спартански војсковођа, учесник Пелопонеског рата.

## Биографија
Каликратида је узео учешћа у борбама пред крај Пелопонеског рата. Године 406. п. н. е. добио је команду над флотом у Егејском мору. Након победе у бици код Нотијума, Лисандар је замењен Каликратидом у складу са спартанским обичајем ротације команданата. Ефори су били незадовољни самовољним Лисандеровим поступцима. Каликратида је био противник савеза са Персијанцима те је са Киром Млађим био у лошим односима. Због тога је финансијска средства за опремање флоте морао набављати из Милета. Спартанци су настојали да Атињанима онемогуће приступ Хелеспонту. Хелеспонт је био веома важан за Атину јер се преко њега увозила сва храна за град, а царина коју су Атињани наплаћивали уместо пореза (од 413. п. н. е.) углавном је долазила са мореуза. Каликратида је једно време блокирао Кононову флоту. Међутим, Атињани Конону шаљу појачање. У великој бици код Аргинуских острва Спартанци доживеше велики пораз. Атина је обновила своју хегемонију на мору. У бици је погинуо Каликратида. 